# Gerontia pantherina
Gerontia pantherina är en snäckart som beskrevs av Hutton 1882. Gerontia pantherina ingår i släktet Gerontia och familjen Charopidae. Inga underarter finns listade i Catalogue of Life.